# Warlords of Sigrdrifa
Warlords of Sigrdrifa (яп. 戦翼のシグルドリーヴァ сэнёку но сигурудори:ва, Полководцы Сигрдривы) — аниме-сериал, созданный компанией A-1 Pictures и Aniplex. Первоначально показ сериала был запланирован на июль 2020 года, но из-за пандемии COVID-19 был перенесен на октябрь 2020 года. Роман под названием Senyoku no Sigrdrifa Rusalka публикуется издательством Kadokawa Shoten под импринтом Kadokawa Sneaker Bunko.

## Сюжет
2020 год. На Земле появились странные инопланетные «Столпы», угрожающие всей жизни. Даже атомное оружие не смогло им противостоять, но всех спасло появления мальчика, представившегося Одином и даровавшегося избранным девушкам — которых он назвал валькириями — «героические крылья» в виде самолётов и возможность сражаться со столпами.
В 2025 году валькирия ранга S Клаудия после победы над столпом в Европе переводится в Японию. Она присоединяется к трем другим девушкам в сражении против столпов. Тем временем Рагнарок с каждым днем становится всё ближе.

## Персонажи
Клаудия Брэфорд (яп. クラウディア・ブラフォード) — валькирия класса S. Изначально базировалась в Швейцарии, но в начале повествования переводится в Японию. Крайне переживает из-за своего прозвища «Мрачный жнец». В бою пилотирует Глостер «Гладиатор».
Сэйю: Хибику Ямамура
Мияко Мугурума (яп. 六車宮古 Мугурума Мияко) — «милая» валькирия. Отличительной особенностью её образа является то, что она часто не слышит собеседника или неправильно его понимает.
Сэйю: Нэнэ Хиэда
Адзудзу Комагомэ (яп. 駒込アズズ Комагомэ Адзудзу)
Сэйю: Мао Итимити
Сонока Торай (яп. 渡来園香 Торай Сонока)
Сэйю: Саяка Кикути

## Медиа

### Аниме
29 февраля 2020 года издательская компания Kadokawa совместно с Aniplex анонсировала аниме-сериал. Производство прошло под руководством режиссёра Хиротаки Токуды по сценарию Таппэя Нагацуки. Сигэо Комори и Хадзимэ Хяккоку написали музыку к сериалу, а Такааки Судзуки занимался построением мира и исследованием для сериала. Изначально премьера планировалась на июль 2020 года, но была отложена на октябрь 2020 года из-за пандемии COVID-19. Акари Нанаво исполнила начальную тему Higher’s High, тогда как Spira Spica — завершающую Sayonara Namida.
Упоминаемая в названии аниме Сигрдрива — это одно из имён Брюнхильды в Старшей Эдде. Оно означает «ведущая к победе».

### Ранобэ
Спин-офф приквел ранобэ Warlords of Sigrdrifa: Rusalka за авторством Таппэя Нагацуки с иллюстрациями Такуи Фудзимы было издано Kadokawa с 1 мая 2020 года под импринтом Kadokawa Sneaker Bunko.
| № | Дата публикации | ISBN                  |
| - | --------------- | --------------------- |
| 1 | 1 мая 2020      | ISBN 978-4-04109402-0 |
| 2 | 1 июля 2020     | ISBN 978-4-04109403-7 |

## Критика
Премьера первой сдвоенной серии аниме оставила довольно нейтральные впечатления среди критиков ANN. Они отметили стандартность преамбулы и соответствие персонажам архетипам. Но основной претензией стал «любительский» сюжет и исполнение. Отчасти из-за множества повторений: затянутые битвы, повторяющиеся через фразу упоминания об особенностях каждого из персонажей; отчасти из-за слабого раскрытия сюжета в пользу попытки быстро погрузить зрителя в мир произведения. В то же время наличие в боях одновременно и самолетов Второй мировой войны, и современных истребителей дает ощущение абсурда происходящего. Подобный набор самолётов указывает, что среди создателей явно был большой фанат авиации. Как заметил Терон Мартин: «Всё это не обязательно означает, что аниме плохое; оно просто недостаточно хорошее, чтобы выделяться [среди других]». Сюжет во многом схож с Kantai Collection или Azur Lane, а также со Strike Witches, один из сезонов которого — Road to Berlin — вышел одновременно с Warlords of Sigrdrifa.

## Примечание
1. ↑  Crystalyn Hodgkins. Warlords of Sigrdrifa Anime Reveals More Cast, 12-Episode Count (англ.). Anime News Network (4 октября 2020). Дата обращения: 11 октября 2020. Архивировано 7 октября 2020 года.
2. ↑  Pineda, Rafael Antonio. Warlords of Sigrdrifa Anime Reveals Promo Video, Cast, More Staff (англ.). Anime News Network (24 июня 2020). Дата обращения: 24 июня 2020. Архивировано 10 марта 2021 года.
3. 1 2  Pineda, Rafael Antonio. Warlords of Sigrdrifa Anime Unveils Story, Characters, July TV Premiere (англ.). Anime News Network (22 марта 2020). Дата обращения: 22 марта 2020. Архивировано 22 марта 2020 года.
4. 1 2 3 4 5 6 7 8 9  The Fall 2020 Preview Guide - Warlords of Sigrdrifa (англ.). Anime News Network (3 октября 2020). Дата обращения: 11 октября 2020. Архивировано 10 октября 2020 года.
5. 1 2  Loo, Egan. Re:Zero Writer Tappei Nagatsuki, Nanoha ViVid Artist Takuya Fujima, Girls & Panzer Adviser Takaaki Suzuki Make Warlords of Sigrdrifa Anime (англ.). Anime News Network (1 марта 2020). Дата обращения: 3 марта 2020. Архивировано 8 августа 2020 года.
6. ↑  Loo, Egan. Warlords of Sigrdrifa Anime Delayed to October Due to COVID-19 (англ.). Anime News Network (22 мая 2020). Дата обращения: 22 мая 2020. Архивировано 29 июня 2020 года.
7. ↑  Sherman, Jennifer. Warlords of Sigrdrifa Anime Reveals Video, More Cast, Theme Songs. Anime News Network (22 июля 2020). Дата обращения: 22 июля 2020. Архивировано 22 июля 2020 года.
8. ↑  戦翼のシグルドリーヴァ Rusalka（上） (яп.). Kadokawa Sneaker Bunko. Дата обращения: 25 июня 2020. Архивировано 15 мая 2021 года.
9. ↑  戦翼のシグルドリーヴァ Rusalka（下） (яп.). Kadokawa Sneaker Bunko. Дата обращения: 25 июня 2020. Архивировано 30 ноября 2020 года.